# Проспект Строителей (Новокузнецк)
Это статья про проспект в Новокузнецке. Про проспект Строителей в других городах см. Проспект Строителей.
Проспект Строителей находится в Центральном районе Новокузнецка, Кемеровская область. Прежние наименования — Проспект Ворошилова и Барнаульский тракт. Начал застраиваться с 1945 года. 
С 1979 года в новой части проспекта начал курсировать троллейбус. В сентябре 2009 года северная часть проспекта была открыта после полутора лет ремонта. В 2015 году пущен троллейбус 7 от Площади Побед до развязки рембыттехники. Расположен от Заводоуправления КМК до Дозовского моста.

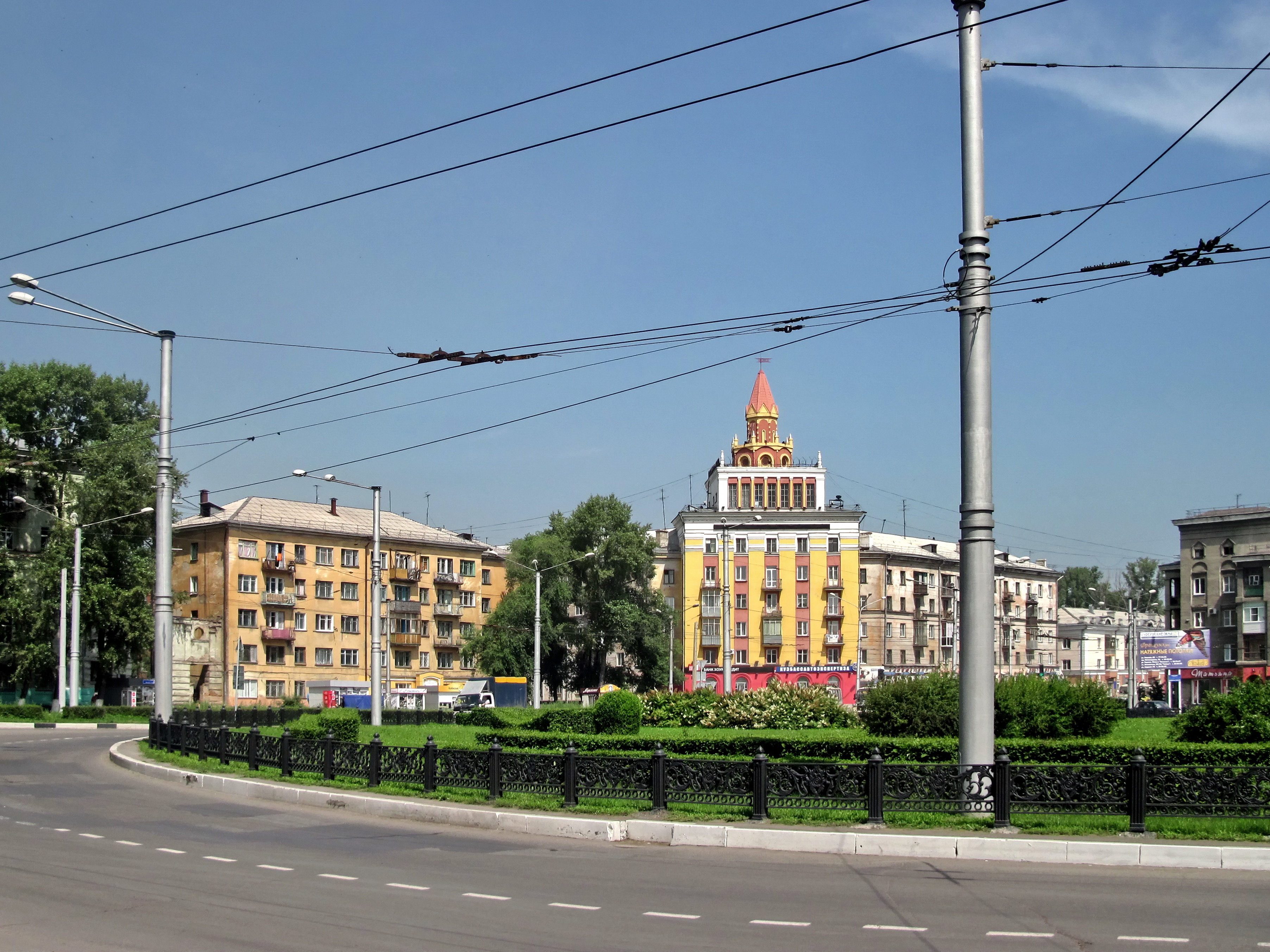
Проспект Строителей

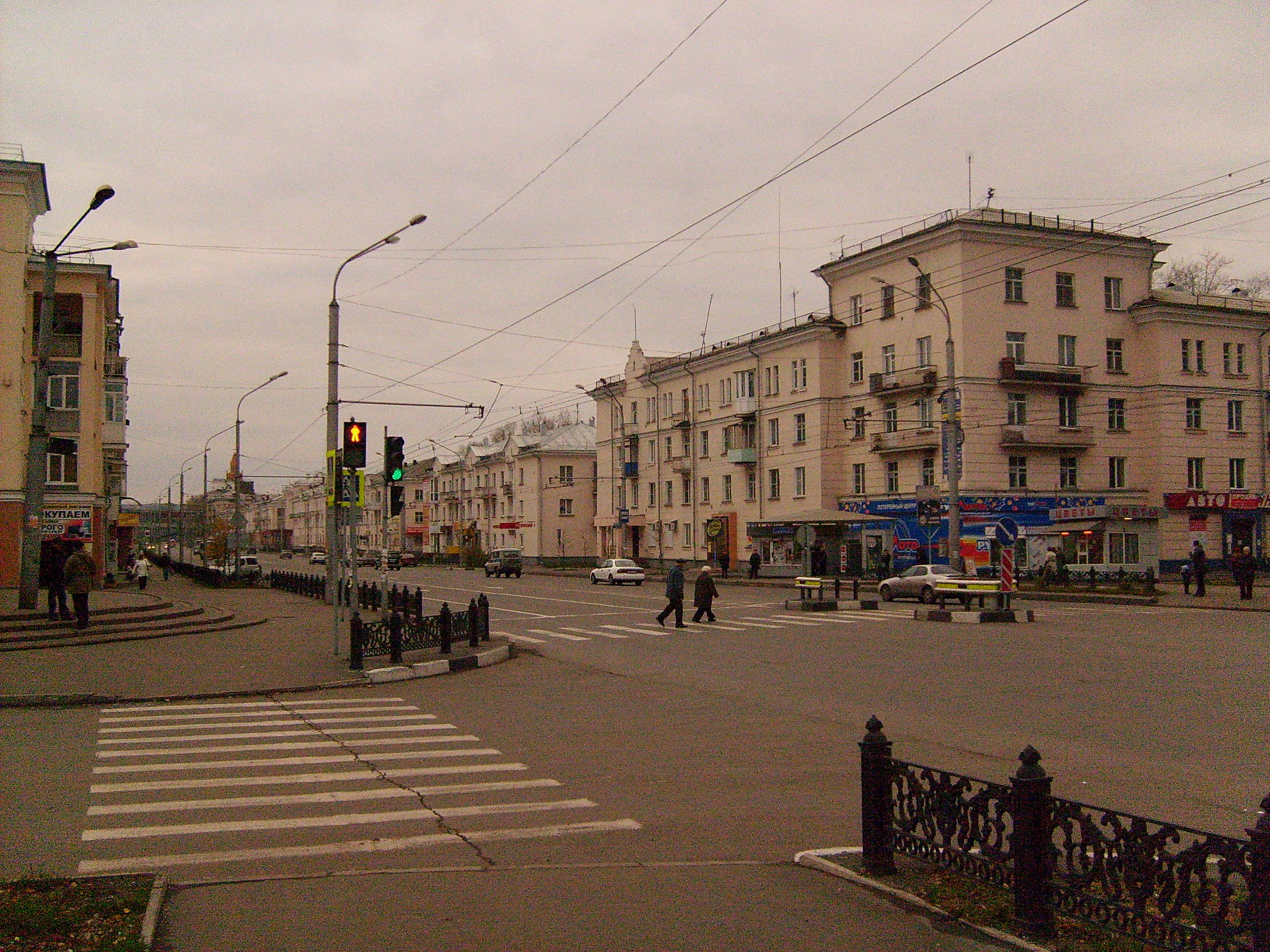
Проспект Строителей, северная часть.

Нумерация от Площади Побед.

## Транспорт
Троллейбус с 1979 года. Автобус. Трамвайные пути, по которым следовал маршрут № 1 после ремонта были демонтированы. По проспекту ездят автобусы и троллейбусы из Центрального района во все остальные районы Новокузнецка.

### Остановки
- Магазин «Губернский» (только по направлению с «Рембыттехники») — троллейбусы № 1, 2, 7; автобусы № 7, 66, 81, 86, 87, 88, 345.
- ул. Филиппова — троллейбусы № 1, 2, 7; автобусы № 7, 66, 81, 86, 87, 88, 345.
- пр. Строителей — троллейбусы № 1, 2, 7; автобусы № 7, 66, 81, 86, 87, 88, 345.

## Пересечения с улицами
Пирогова, Металлургов, Ноградская, Ильинское шоссе, Хлебозаводская, Фестивальная

## Известные здания
- 5 Новокузнецкий государственный институт усовершенствования врачей (в годы войны располагалось Виленское пехотное училище)
- стадион Металлург
- Дворец спорта кузнецких металлургов
- 90 Новокузнецкий водоканал
- 96 ЗАО Ирбис